# Klaus Fröhlich (Physiker)
Klaus Fröhlich (* 12. Juni 1937 in Großbreitenbach; † 5. September 2014 in Wien) war ein deutscher Physiker. 

## Leben
Nach Studium in Leipzig promovierte er 1968 mit einer Arbeit Entwicklung und Erprobung einer Tritiumapparatur und die Anwendung der Tritiummethode zur Untersuchung der Herkunft von Grubenwasser einer Eisenerzgrube an der Bergakademie Freiberg. Im Jahr 1973 habilitierte er sich mit einer Arbeit (damals Dissertation B) Untersuchungen über die durch die kosmische Strahlung erzeugten Radionuklide und ihre Anwendung in der geowissenschaftlichen Forschung und Praxis ebenfalls an der Bergakademie Freiberg. 
Er war bis 1986 Professor für Physik an der Bergakademie Freiberg. Von 1986 bis 1997 arbeitete er in der Internationalen Atomenergie-Organisation (IAEA) in Wien. 
Er war von 1985 bis 1993 Mitglied der Sächsischen Akademie der Wissenschaften zu Leipzig.
Schwerpunkte seiner Arbeit lagen in den Bereichen Umweltforschung, Isotope, Hydrologie und Hydrogeologie.

## Veröffentlichungen
- 1977 Radioaktive Umweltisotope in der Hydrogeologie: ein Beitrag zur Isotopenhydrogeologie Radioaktive Umweltisotope in der Hydrogeologie : ein Beitrag zur Isotopenhydrogeologie (Book, 1977), WorldCat.org
- 1984 (Co-Autor) Nutzung der Uraniumisotope 234U und 238U in der Hydrologie und Hydrogeologie Hinweis=Nutzung der Uraniumisotope ²³⁴U und ²³⁸U in der Hydrologie und Hydrogeologie (Book, 1984), WorldCat.org
- 1988 Beiträge zur Umwelt- und Klimaforschung: Sammlung von Vorträgen, gehalten an der Bergakademie Freiberg zum 3. internationalen Isotopenkolloquium und zum "Symposium über Zirkulation in der Atmosphäre und Feuchtetransport" der KAPG Beiträge zur Umwelt- und Klimaforschung : Sammlung von Vorträgen, gehalten an der Bergakademie Freiberg zum 3. internationalen Isotopenkolloquium und zum "Symposium über Zirkulation in der Atmosphäre und Feuchtetransport" der KAPG (Book, 1988), WorldCat.org
- 1996 (Co-Autor) GNIP : Global Network for Isotopes in Precipitation GNIP : Global Network for Isotopes in Precipitation (Book, 1996), WorldCat.org
- 2000 (Co-Autor) Environmental isotopes in the hydrological cycle. Principles and Applications (Ed. W. G. Mook). VOLUME III SURFACE WATER (PDF)